# Włodzimierz Borkowski
Włodzimierz Borkowski (ur. 8 maja 1910 w Krakowie, zm. 8 grudnia 1966 tamże) – polski architekt i urbanista, działający głównie w Krakowie, jeden z projektantów Nowej Huty.

## Życiorys
Urodził się 8 maja 1910 w Krakowie. W 1946 roku ukończył studia wyższe na Wydziale Architektury Akademii Górniczo-Hutniczej w Krakowie. Był członkiem Stowarzyszenia Architektów Polskich.
W 1949 roku, w zespole Tadeusza Ptaszyckiego, projektował osobne miasto – Nową Hutę (obecnie dzielnicę XVIII Krakowa). Zmarł 8 grudnia 1966 w Krakowie.
Został pochowany na Cmentarzu Rakowickim w Krakowie.

## Projekty
- Nowa Huta, Kraków (we współpracy z Tadeuszem Ptaszyckim i zespołem)
- Zespół Szkół Elektrycznych nr 1, Kraków

Opracowano na podstawie źródła:.